# Djursdala socken
Djursdala socken i Småland ingick i Sevede härad, ingår sedan 1971 i Vimmerby kommun i Kalmar län och motsvarar från 2016 Djursdala distrikt.
Socknens areal är 75,60 kvadratkilometer, varav land 68,44. År 2000 fanns här 444 invånare. Kyrkbyn Djursdala med sockenkyrkan Djursdala kyrka ligger i socknen. 

## Administrativ historik
Djursdala socken har medeltida ursprung.
Före 1874 överfördes Ödemåla/Sandbäckshults utjord/Prästens mosse från Djursdala till Horns socken i Kinda härad i Östergötlands län. Byn Flaka överfördes till Södra Vi socken 1883.
Vid kommunreformen 1862 övergick socknens ansvar för de kyrkliga frågorna till Djursdala församling och för de borgerliga frågorna till Djursdala landskommun. Landskommunen inkorporerades 1952 i Södra Vi landskommun och uppgick 1971 i Vimmerby kommun. Församlingen uppgick 1 januari 2002 i Södra Vi-Djursdala församling.
1 januari 2016 inrättades distriktet Djursdala, med samma omfattning som församlingen hade 1999/2000.  
Socknen har tillhört samma fögderier och domsagor som Sevede härad. De indelta soldaterna tillhörde Kalmar regemente, Sevede kompani.

## Geografi
Djursdala socken ligger norr om Vimmerby kring södra delen av Juttern. Socknen är en starkt kuperad skogsbygd.År 1928 hade socknen 1219 hektar åker och 5008 hektar skogsmark. Juttern delas med Horns socken i Kinda kommun och Södra Vi socken i Vimmerby kommun. Den andra betydande insjön är Solaren som delas med Locknevi socken i Vimmerby kommun.

## Fornlämningar
Kända från socknen är gravrösen från bronsåldern och flera gravfält från järnåldern.

## Befolkningsutveckling
Befolkningen ökade från 846 1810 till 1 232 1880 varefter den minskade stadigt till 463 1990.

## Namnet
Namnet (1398 Iwrsdal) kommer från kyrkbyn. I förleden ingår sannolikt en form av sjönamnet Juttern. Efterledet är dal, 'dalgång'.